# Sambo na Letní univerziádě 2013
Soutěže v sambu na letní univerziádě 2013 probíhaly v Tatněfť-Areně v období 14. až 16. července 2013.

## Česká stopa
Češi se soutěží v sambu neúčastnili.

## Výsledky

### Muži
| muži    | Zlato                   | Stříbro                       | Bronz                                           |
| ------- | ----------------------- | ----------------------------- | ----------------------------------------------- |
| −52 kg  | Tigran Kirakosjan (ARM) | Beimbet Kanžanov (KAZ)        | Ağasif Səmədov (AZE) Vasilij Karaulov (RUS)     |
| −57 kg  | Ajmergen Atkunov (RUS)  | Maral-Erdene Čimeddordž (MGL) | İslam Gasumov (AZE) Michajlo Ilyčuk (UKR)       |
| −62 kg  | Ilja Chlybov (RUS)      | Bagdat Žarylgasov (KAZ)       | Artur Te (KGZ) Arťom Naku (MDA)                 |
| −68 kg  | Denis Davydov (RUS)     | Alexandr Kokša (BLR)          | Emil Həsənov (AZE) Martin Ivanov (BUL)          |
| −74 kg  | Uali Kuržev (RUS)       | Kota Eto (JPN)                | Alejandro Clara (ARG) Nusratičoh Imanov (TJK)   |
| −82 kg  | Sergej Kiručin (RUS)    | Niko Kucia (GEO)              | Mer Karapeťan (ARM) Timofej Jemeljanov (BLR)    |
| −90 kg  | Pavel Rumjancev (RUS)   | Komronshokh Ustopiriyon (TJK) | Nikola Milošević (SRB) Sukhrab Ostanayev (UZB)  |
| −100 kg | Mikolaj Macko (BLR)     | Peter Palčik (ISR)            | Dmitrij Jelisejev (RUS) Michajlo Čerkasov (UKR) |
| +100 kg | Alexandr Kučumov (RUS)  | Razmik Tonojan (UKR)          | Akob Arakalejan (ARM) Žilvinas Zabarskas (LTU)  |

### Ženy
| ženy   | Zlato                        | Stříbro                    | Bronz                                                  |
| ------ | ---------------------------- | -------------------------- | ------------------------------------------------------ |
| −48 kg | Jelena Bondarjevová (RUS)    | Olena Kunytská (UKR)       | Čancaldulam Džagvaralová (MGL) María Guédezová (VEN)   |
| −52 kg | Anna Charitonovová (RUS)     | Inna Čerňaková (UKR)       | Čchen Fan-Fan (CHN) Gulbadam Babamuratovová (TKM)      |
| −56 kg | Anastasija Archipavová (BLR) | Laura Fournierová (FRA)    | Gergana Vacovová (BUL) Amardžargal Tömörbátarová (MGL) |
| −60 kg | Jana Kostěnková (RUS)        | Olena Sajková (UKR)        | Ažar Kenbejlová (KAZ) Polona Lampeová (SLO)            |
| −64 kg | Elis Šlezingrová (ISR)       | Taťjana Tokc (BLR)         | Akane Ikutaová (JPN) Gölnara Chajatbajevová (TKM)      |
| −68 kg | Marina Mochnatkinová (RUS)   | Luiza Gajnutdinovová (UKR) | Giulia Aragozziniová (ITA) Dildaš Kuryšbajevová (KAZ)  |
| −72 kg | Rui Takahašiová (JPN)        | Žanara Kusanovová (RUS)    | Mönchceceg Otgonová (MGL) Nürsaltan Ašyrovová (UZB)    |
| −80 kg | Šóri Hamadaová (JPN)         | Tereza Džurovová (BUL)     | Ňamtuja Ňamchúová (MGL) Irina Alexejevová (RUS)        |
| +80 kg | Anastasija Kovjazinová (RUS) | Samantha Kesslerová (ARG)  | Kataryna Kaljužná (BLR) Haruka Muraseová (JPN)         |